# 皆川邦直
皆川 邦直（みなかわ くになお、1946年 -2016年 ）は、日本の医学者・精神科医・精神分析家。法政大学教授。学位は、医学博士。

## 来歴
1971年慶應義塾大学医学部卒業。ロヨラ大学精神科レジデント、ミシガン大学児童精神科クリニカルフェロー、慶應義塾大学精神神経科助手、東京都精神医学総合研究所参事研究員、技術部長などを経て、2001年より法政大学現代福祉学部教授。サイコセラピーインターナショナル院長。医学博士。

## 学会
- 国際精神分析学会正会員
- 日本精神分析協会正会員、訓練分析家
- 日本精神分析学会認定精神療法医、スーパーバイザー
- 日本思春期青年期精神医学会運営委員
- 日本集団療法学会認定スーパーバイザー
- 国際思春期青年期精神医学会評議員

## 著書

### 単著
- 『親であること子であること』女子パウロ会、1990年。ISBN 9784789603294。
- 『精神科選書 13 青春期患者へのアプローチ』診療新社、1996年。ISBN 9784915917134。
- 『子育て心理教育』安田生命社会事業団、2003年。

### 共著
- 『森田療法と精神分析的精神療法』誠心書房、2007年。ISBN 9784414400342。

### 分担執筆
- 『現代フロイト読本 2』みすず書房、2008年7月。ISBN 9784622073666。

### 編著
- 『境界例』医学書院、1993年。ISBN 9784260117791。

### 共編
- 『精神分析セミナー 3 フロイトの治療技法論』岩崎学術出版社、1983年。ISBN 9784753383078。
- 『精神分析セミナー 4 フロイトの精神病理学理論』岩崎学術出版社、1987年。ISBN 9784753387069。

### 共編著
- 『精神分析セミナー １ 精神療法の基礎』岩崎学術出版社、1981年。ISBN 9784753381043。
- 『精神分析セミナー 2 精神分析の治療機序』岩崎学術出版社、1982年。ISBN 9784753382026。
- 『精神分析セミナー 5 発達とライフサイクルの観点』岩崎学術出版社、1985年。ISBN 9784753385119。
- 『精神科プラクティス 第4巻 コンサルテーション・リエゾン精神医学』星和書店、1996年。ISBN 9784791103232。
- 『精神分析的診断面接のすすめかた』岩崎学術出版社、2007年。ISBN 9784753307104。

### 訳書
- E. E. ジョーンズ『治療作用 精神分析的精神療法の手引き』岩崎学術出版社、2004年。ISBN 9784753304127。
- P・タイソン、R・L・タイソン（著）『精神分析的発達論の統合 2』岩崎学術出版社、2008年。ISBN 9784753308149。

## 関連人物
- 西園昌久
- 牛島定信
- 成田善弘
- 村上靖彦
- 永田俊彦
- 市橋秀夫
- 中安信夫
- 守屋直樹
- 山科満